# Hans Sahl
Hans Sahl (eigentl. Hans Salomon; Pseudonyme Franz Floris, Peter Munk, Salpeter; * 20. Mai 1902 in Dresden; † 27. April 1993 in Tübingen) war Literatur-, Film- und Theaterkritiker in der Zeit der Weimarer Republik und als antifaschistischer Schriftsteller, Übersetzer und Kulturkorrespondent Vertreter der deutschen Exilliteratur.

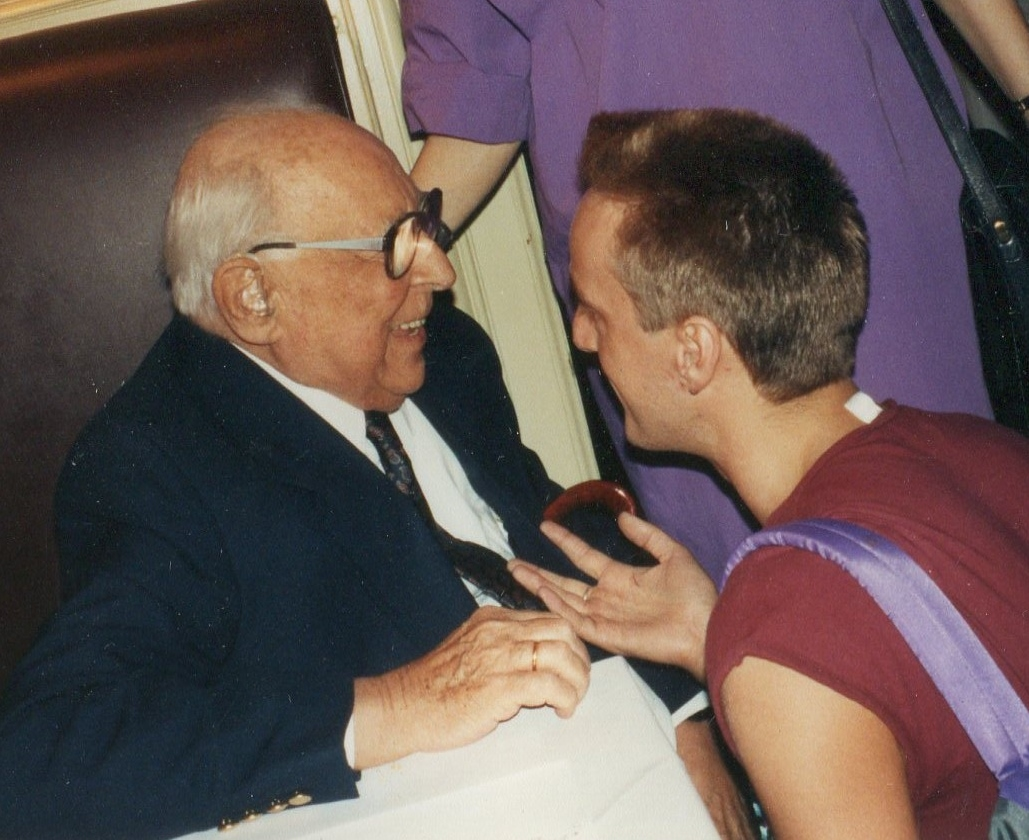
Hans Sahl im Hamburger Literaturhaus

## Leben
Sahl wuchs in einer großbürgerlichen jüdischen Kaufmannsfamilie in Berlin auf und studierte
in Berlin, München, Leipzig und Breslau Kunst- und Literaturgeschichte, Archäologie und Philosophie. Nach seiner Promotion (1924) über altdeutsche Malerei arbeitete er in Berlin von 1926 bis 1932 im Feuilleton verschiedener Zeitungen wie dem „Berliner Börsen-Courier“ und der Wochenzeitung „M. M. Der Montag Morgen“ und machte sich als Kritiker früh einen Namen. So erregten u. a. seine Filmkritiken Aufmerksamkeit, ähnlich denen Siegfried Kracauers.
Nach der Machtübergabe an die Nationalsozialisten 1933 emigrierte Sahl über Prag und Zürich, wo er u. a. Texte für das Kabarett „Die Pfeffermühle“ schrieb, nach Paris. Aus Protest gegen die Ausgrenzung von Leopold Schwarzschild aus dem KPD-dominierten „Schutzverband deutscher Schriftsteller im Ausland“ gründete er in Paris mit etwa zwanzig Autoren den antistalinistischen Schriftsteller-Verband Bund Freie Presse und Literatur. Damit begab er sich ins doppelte Exil – isoliert von seinen ehemaligen sozialistischen Gesinnungsfreunden. 1939 kam er als „étranger indésirable“ (unerwünschter Ausländer) wie viele andere deutsche Künstler und Intellektuelle (z. B. Walter Benjamin, Max Ernst u. v. m.) in verschiedene französische Internierungslager. 1940 konnte er nach Marseille fliehen. Dort half er bis 1941 Varian Fry bei der Rettung politisch Verfolgter, bis ihm selbst über Portugal die Flucht in die USA gelang.
Im New Yorker Exil entstanden die meisten seiner schriftstellerischen Arbeiten; von Bedeutung waren aber auch seine Übersetzungen der Werke amerikanischer Autoren wie Maxwell Anderson, Arthur Miller, Thornton Wilder und Tennessee Williams. Einen wesentlichen Aspekt dieser Zeit bildet die kritische Auseinandersetzung mit dem Stalinismus. Exemplarisch hierfür ist Sahls langjährige Beziehung zu Bertolt Brecht. Schon frühzeitig zog Sahl Parallelen zwischen Nationalsozialismus und Kommunismus, zwischen Hitler und Stalin. Er warf Brecht vor, dass dieser die „Auskältung und Einfrostung der zwischenmenschlichen Beziehungen im Stalinismus und im Nationalsozialismus, die Betrachtung des Menschen von außen, der nun zum bloßen Material der Geschichte wurde […], salonfähig“ gemacht habe. Seine Sicht des Kommunismus isolierte ihn von vielen seiner Leidensgenossen im Exil, die in jenen Jahren noch überzeugte Anhänger Stalins waren, weshalb Sahl dem zweiten Band seiner Autobiografie den Titel Das Exil im Exil gab. In New York war er Teilnehmer des Oskar-Maria-Graf-Stammtisches.

1953 kehrte er nach Deutschland zurück. Sahl nahm frühzeitig Anstoß an der ideologischen Orientierung orthodoxer Linker, was teilweise zu Zerwürfnissen mit alten politischen Mitstreitern führte. In New York stand er zeitweilig der Gruppe um die Anti-Stalinistin Ruth Fischer nahe, was dazu beitrug, dass Sahl die Aufmerksamkeit der amerikanischen Geheimdienste im Kalten Krieg auf sich zog. 1955 beteiligte er sich mit Beiträgen in „Der Monat“ (Hefte 76 und 81) an einer (dort und an anderen Stellen u. a. zwischen Karl Hofer, Rudolf Schlichter und Will Grohmann geführten) Debatte um die abstrakte Kunst. Gegen diese von amerikanischer Seite geförderte Kunst wandte er ein, sie sei Ausdruck einer „Flucht (des Künstlers) vor der Realität“ und sie trage dazu bei, „die Grenze zwischen Amateur und Künstler“ zu verwischen. Einen ähnlichen Artikel (Wallpaper Metaphysics) hatte er bereits 1951 in dem US-amerikanischen Magazin „The Commonweal“ veröffentlicht. Bereits im Exil und dann auch bis 1958 in der Bundesrepublik arbeitete er als Kulturkorrespondent u. a. für die „Neue Zürcher Zeitung“, „Die Welt“ und die „Süddeutsche Zeitung“. Danach lebte er erneut in den USA, bevor er 1989 mit seiner Frau endgültig nach Deutschland übersiedelte. Sahl nahm nach Neonazi-Anschlägen 1992 an den „Dichterlesungen in Asylbewerberheimen“ teil. Diese waren eine Aktion der Else-Lasker-Schüler-Gesellschaft, deren erstes Ehrenmitglied er danach wurde.

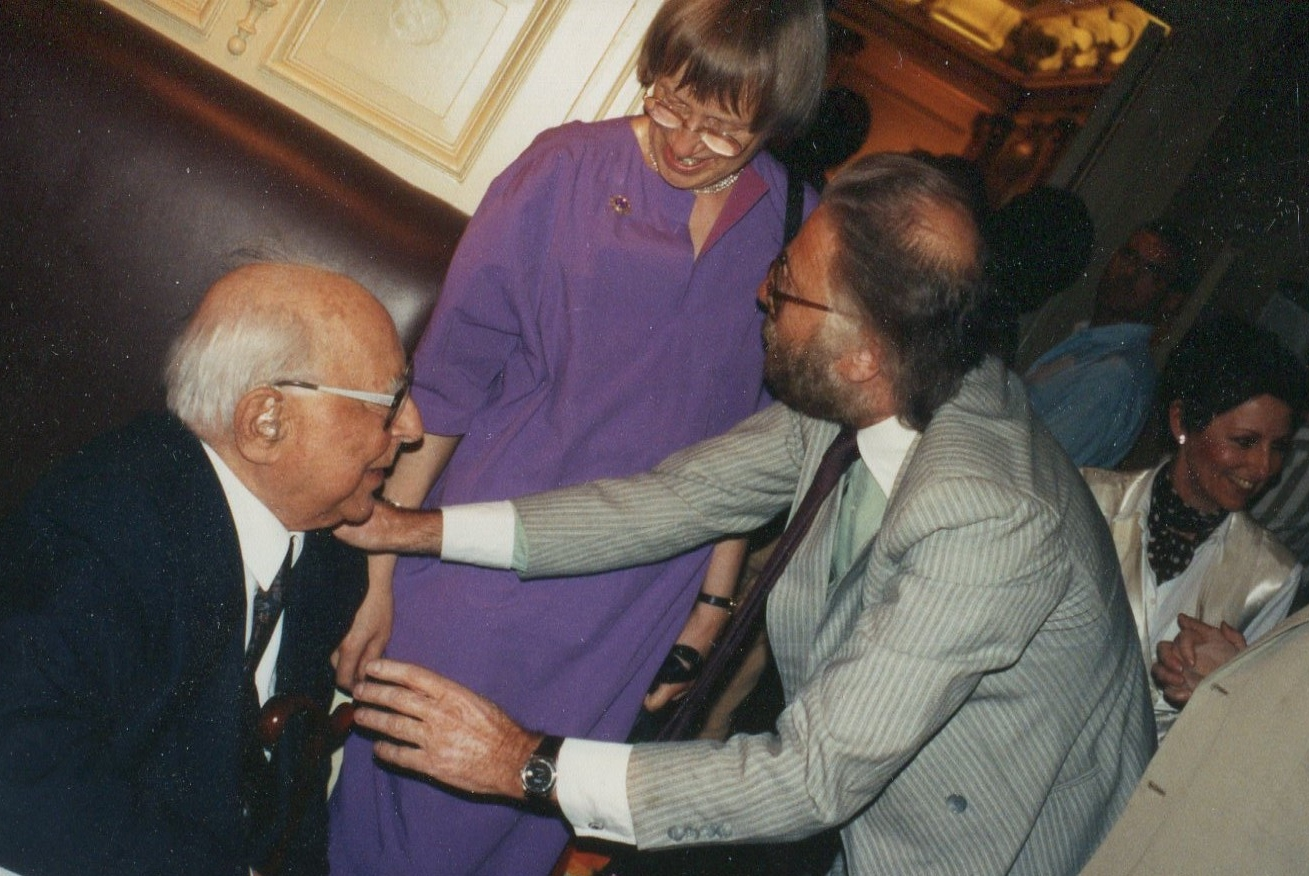
Fritz Raddatz begrüßt Hans Sahl im Literaturhaus Hamburg

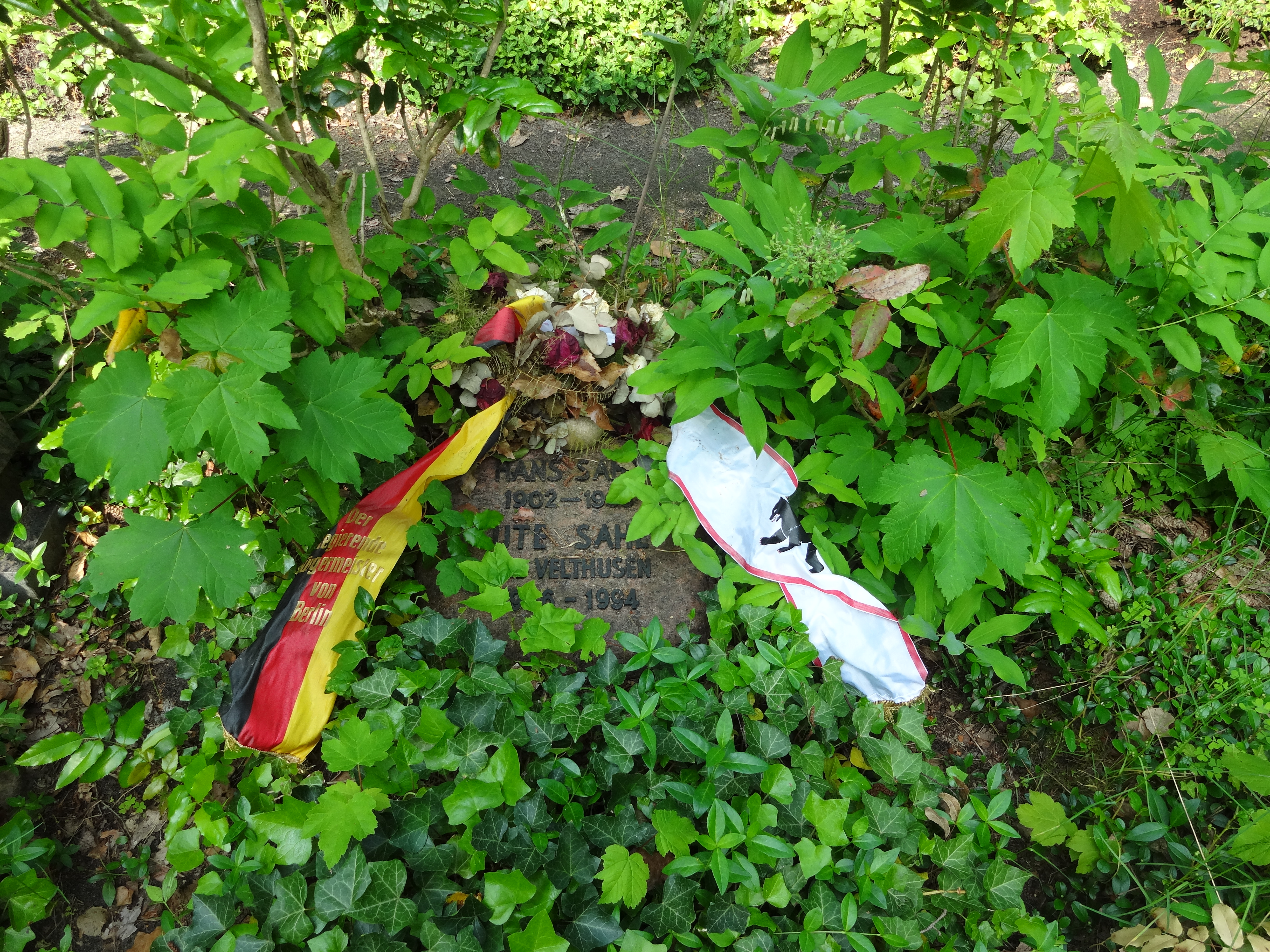
Das Grab von Hans Sahl auf dem Friedhof Heerstraße in Berlin-Westend

Seine literarischen Arbeiten stellen ein Zeugnis der politischen Emigration dar. Erst spät nahm die deutsche Öffentlichkeit von ihnen Kenntnis, obwohl Sahl bereits 1962 in die Deutsche Akademie für Sprache und Dichtung aufgenommen und 1982 mit dem Großen Bundesverdienstkreuz ausgezeichnet worden war. Wenige Monate vor seinem Tod erhielt er den Lessing-Preis des Freistaates Sachsen.
Hans Sahl starb im April 1993 im Alter von 90 Jahren in Tübingen. Die Beisetzung erfolgte auf dem Berliner Friedhof Heerstraße im heutigen Ortsteil Westend. Auf Beschluss des Berliner Senats ist die letzte Ruhestätte von Hans Sahl (Grablage: II-Ur 8-141) seit 2018 als Ehrengrab des Landes Berlin gewidmet. Die Widmung gilt für die übliche Frist von zwanzig Jahren, kann anschließend aber verlängert werden.
Der Autorenkreis der Bundesrepublik ehrt Hans Sahl mit der Vergabe des nach ihm benannten Hans-Sahl-Preises.

## Auszeichnungen
- 1960: Verdienstkreuz 1. Klasse der Bundesrepublik Deutschland
- 1982: Großes Verdienstkreuz der Bundesrepublik Deutschland
- 1984: Andreas-Gryphius-Preis
- 1991: Goethe-Medaille
- 1993: Carl-Zuckmayer-Medaille
- 1993: Lessing-Preis des Freistaates Sachsen
- 1993: Ehrenmitglied der Else-Lasker-Schüler-Gesellschaft

## Zitat
„Am interessantesten sind in der Prosa Hans Sahls die Teile, die die Ereignisse des Jahres 1933 betreffen. Ausgeleuchtet wird nur der Raum des Privaten, doch gezeigt wird die Weltgeschichte. Die Darstellung ist ganz distanziert, ein wenig melancholisch, ohne eine Spur von Hass oder Zorn. Es dominieren Schmerz und Trauer und grenzenlose Verwunderung.“

## Werke (Auswahl)

### Dramatische Werke, Dichtung, Prosa
- Jemand. Ein Chorwerk. Weltliche Kantate nach dem Holzschnittzyklus Die Passion eines Menschen von  Frans Masereel. Verl. Oprecht, Zürich 1938. Ein Oratorium gegen den Hitlerfaschismus. Musik von Viktor Halder (Pseudonym für Tibor Kasics), Uraufführung des Zürcher Arbeitersängerkartells 1938, Volkshaus Zürich. Wieder aufgeführt bei den Zürcher Internationalen Juni-Festwochen 1988 mit dem Thema Fluchtpunkt Zürich.

Neu aufgelegt mit Materialien und Selbstzeugnissen, herausgegeben von Gregor Ackermann und Momme Brodersen, enthält auch den Holzschnittzyklus von Masereel und eine Audio-CD: Live-Mitschnitt der Aufführung 1988. Musik: Tibor Kasics. Musikalische Gesamtleitung: Johannes Schläfli. Bostelmann & Siebenhaar, Berlin 2003, ISBN 3-934189-59-8.
- Die hellen Nächte. Gedichte aus Frankreich. New York 1942; wieder Weidle, Bonn 2012, ISBN 978-3-938803-54-7.
- Die Wenigen und die Vielen. Roman einer Zeit. Frankfurt 1959; Neuauflagen: Luchterhand, Darmstadt/Neuwied 1991 und Luchterhand, München 2010, ISBN 978-3-630-87292-6.
- Hausmusik. Eine Szenenfolge. Uraufführung New York 1981. Stefanie Hunzinger Bühnenverlag, Bad Homburg 1990.
- Memoiren eines Moralisten. Ammann, Zürich 1983, Luchterhand, Darmstadt/Neuwied 1985 und 1991.
- Das Exil im Exil. Luchterhand, Darmstadt & Neuwied 1990; Neuausgabe: Luchterhand, München 2008.
- Rubinstein oder Der Bayreuther Totentanz. Eine Antioper in zwei Akten. Uraufführung Tübingen 1991. Stefanie Hunzinger Bühnenverlag, Bad Homburg 1990.
- Wir sind die Letzten. Der Maulwurf. Gedichte. Luchterhand, Darmstadt/Neuwied 1991.
- Der Tod des Akrobaten. Erzählungen. Luchterhand, Darmstadt/Neuwied 1992.
- Der Schrei und die Stille. 19 Gedichte mit Zeichnungen von Georg Sternbacher,  Verlag G. Sternbacher, Bopfingen-Oberriffingen 1993.
- Die Gedichte.  Hrsg. Nils Kern und Klaus Siblewski, Luchterhand, München 2009, ISBN 978-3-630-87288-9.
- Der Mann, der sich selbst besuchte. Die Erzählungen und Glossen. Luchterhand, München 2012, ISBN 978-3-630-87293-3.
- Hans Sahl (= Poesiealbum Nr. 303). Märkischer Verlag, Wilhelmshorst 2012, ISBN 978-3-94370803-5.

### Essays
- Wallpaper Metaphysics. Notes on Modern Art. In: The Commonweal, 22. Juni 1951, Vol. LIV, Nr. 11, S. 263–265.
- Wie modern ist die moderne Kunst? Ein Diskussionsbeitrag. In: Der Monat, Januar 1955, Heft 76, 7. Jahrgang, S. 353–357.
- Die Pflicht des Kritikers zur Kritik. Ein vorläufiges Schlusswort zur Kunst-Debatte. In: Der Monat, Juni 1955, Heft 81, 7. Jahrgang, S. 279–281.
- „Und doch…“. Essays und Kritiken aus zwei Kontinenten. Hrsg. von Klaus Blanc, Luchterhand Literaturverlag, Frankfurt am Main 1991, ISBN 3-630-61980-0.
- Rolf Aurich, Wolfgang Jacobsen (Hrsg.): Hans Sahl, Filmkritiker. Mit Kritiken und Aufsätzen von Hans Sahl. Essay von Ruth Oelze. (Film & Schrift; Bd. 14). Edition text + kritik, München 2012, ISBN 978-3-86916-138-9.

### Übersetzungen
- Thornton Wilder: Unsere kleine Stadt, S. Fischer, Frankfurt am Main, 1955. Wir sind noch einmal davongekommen, Frankfurt am Main, 1955; Theophilus North oder Ein Heiliger wider Willen, Frankfurt am Main, 1974.

## Briefe
- Reinhard Müller: Melde gehorsamst: Renegat Sahl mit Pauken und Trompeten zur Stelle. Briefe von Hans Sahl an Willi Schlamm (1937). In: Exil, Forschung, Erkenntnisse, Ergebnisse. H. 1, 23. Jg. 2003, ISSN 0721-6742 S. 50–61[9]
- George Grosz, Hans Sahl: So long mit Händedruck. Briefe und Dokumente. Hrsg. Karl Riha, Briefsammlung 1950–1959, mit zwei Essays von Hans Sahl über George Grosz: Die Stockmenschen. (1950) und George Grosz oder Die Vertreibung aus dem Paradies. (1966), Luchterhand Literaturverlag, Hamburg 1993, ISBN 3-630-86811-8.
- »Die Schleimschrift des Schicksals ließ keine Kalligraphie zu«. Briefwechsel mit Ingeborg Drewitz 1976 / 77. Mit einer Vorbemerkung von Till Greite. In: Sinn und Form 6/2021, S. 758–767

## Interviews
- David Dambitsch: Im Schatten der Shoah. Gespräche mit Überlebenden und deren Nachkommen. Vorwort Wolfgang Benz. Philo, Berlin 2002, ISBN 3-8257-0246-4.
  - als Hörbuch: Stimmen der Geretteten. Berichte von Überlebenden der Shoah. 3 CDs, Booklet, Audio Verlag, Berlin 2002, ISBN 3-89813-213-7 Rezension und FAZ, 8. Oktober 2002[10]